# Вортінгтон (Кентуккі)
Вортінгтон (англ. Worthington) — місто (англ. city) в США, в окрузі Ґрінап штату Кентуккі. Населення — 1501 особа (2020).

## Географія
Вортінгтон розташований за координатами 38°33′4″ пн. ш. 82°44′6″ зх. д. / 38.55111° пн. ш. 82.73500° зх. д. (38.551106, -82.734951).  За даними Бюро перепису населення США в 2010 році місто мало площу 3,14 км², з яких 2,92 км² — суходіл та 0,22 км² — водойми.

## Демографія
Згідно з переписом 2010 року, у місті мешкало 1609 осіб у 635 домогосподарствах у складі 463 родин. Густота населення становила 512 особи/км².  Було 681 помешкання (217/км²).
Расовий склад населення:
| - 97,4 % — білих - 1,0 % — азіатів - 0,1 % — корінних американців - 0,1 % — чорних або афроамериканців |

До двох чи більше рас належало 0,9 %. Частка іспаномовних становила 0,4 % від усіх жителів.
За віковим діапазоном населення розподілялося таким чином: 23,1 % — особи молодші 18 років, 60,7 % — особи у віці 18—64 років, 16,2 % — особи у віці 65 років та старші. Медіана віку мешканця становила 42,6 року. На 100 осіб жіночої статі у місті припадало 92,7 чоловіків;  на 100 жінок у віці від 18 років та старших — 85,7 чоловіків також старших 18 років.
Середній дохід на одне домашнє господарство  становив 52 706 доларів США (медіана — 47 083), а середній дохід на одну сім'ю — 61 423 долари (медіана — 56 204). Медіана доходів становила 56 534 долари для чоловіків та 29 375 доларів для жінок. За межею бідності перебувало 13,6 % осіб, у тому числі 30,7 % дітей у віці до 18 років та 5,3 % осіб у віці 65 років та старших.
Цивільне працевлаштоване населення становило 476 осіб. Основні галузі зайнятості: освіта, охорона здоров'я та соціальна допомога — 38,4 %, роздрібна торгівля — 13,4 %, науковці, спеціалісти, менеджери — 9,0 %, транспорт — 8,6 %.